# پت دو پر
 پت دو پر (انگلیسی: Pat Du Pré؛ زاده ۱۶ سپتامبر ۱۹۵۴) یک تنیس‌باز اهل ایالات متحده آمریکا است.